# Uxmal

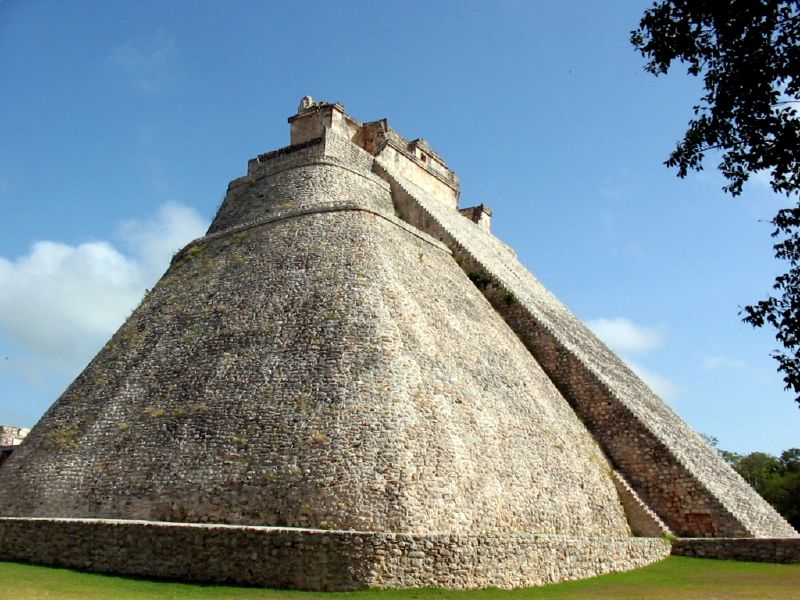
Piràmide del Mag.

Uxmal (Yukatek: Óoxmáal) és una antiga ciutat maia de Mèxic al nord-oest de la Península de Yucatán. Es dubta la data en què va ser construïda. L'estil és puuc. El 1996 fou declarada bé del patrimoni de la humanitat per la UNESCO. Dels edificis que queden destaquen la Gran Piràmide, la Piràmide de l'Endeví, la Casa de les Monges, la Casa dels Coloms, el Palau del Governador, la Cancha, la Casa de les Tortugues i la Plataforma de les esteles. Els edificis cobreixen 100 hectàrees. És la millor expressió del renaixement arquitectònic maia. L'estudi previ de la ceràmica, uns estels sense datar i una data (909 dC) pintada sobre una pedra d'acabament han servit per a establir el context temporal. Les proves apunten a una ocupació a finals del període clàssic que acabà amb les invasions mexicanes de la península. El disseny del jaciment arqueològic reformat amb motius estrangers li donen cert punt internacional.
És considerat un dels jaciments arqueològics més importants de la cultura maia, juntament amb Palenque, Chichén Itzá i Calakmul a Mèxic, Caracol i Xunantunich a Belize, i Tikal a Guatemala. Està situada a la regió Puuc, a l'oest de la Península de Yucatán, i és considerada una de les ciutats maies més representatives de l'estil arquitectònic dominant de la regió. Va ser designat Patrimoni de la Humanitat per la UNESCO juntament amb les ruïnes properes de Kabah, Sayil i Labná.
Uxmal es troba a 62 km al sud de Mèrida, capital de l'estat de Yucatán a Mèxic. Els seus edificis destaquen per la seva mida i decoració. Antigues carreteres anomenades Sacbés connecten els edificis i també es van construir a altres ciutats de la zona, com ara Chichén Itzá, a l'actual Mèxic, Caracol i Xunantunich, a l'actual Belize, i Tikal, a l'actual Guatemala.
Els seus edificis són típics de l'estil Puuc, amb murs baixos i llisos que s'obren sobre frisos ornamentats basats en representacions de cabanes típiques maies. Aquests estan representats per columnes (que representen les canyes utilitzades per a les parets de les cabanes) i formes trapezoïdals (que representen les teulades de palla). Serps entrellaçades i, en molts casos, serps de dos caps s'utilitzen per a màscares del déu de la pluja, Chaac; els seus grans nassos representen els raigs de les tempestes. Es mostren serps amb plomes i ullals oberts sortint dels mateixos éssers humans. També es veuen en algunes ciutats les influències dels pobles nahuas, que seguien el culte de Quetzalcóatl i Tlàloc. Aquests es van integrar amb els elements originals de la tradició Puuc.
Els edificis aprofiten el terreny per guanyar alçada i adquirir volums importants, com ara la Piràmide de l'endeví, amb cinc nivells, i el Palau del Governador, que abasta una superfície de més de 1200 m².

## Toponímia
El nom actual sembla derivar d'Oxmal, que significa construït tres vegades. Això sembla referir-se a l'antiguitat del lloc i al temps que va haver de ser reconstruït. L'etimologia és controvertida; una altra possibilitat és Uchmal, que significa el que ha de venir, el futur. Segons la tradició, es suposava que aquesta era una ciutat invisible, construïda en una nit per la màgia del rei nan.

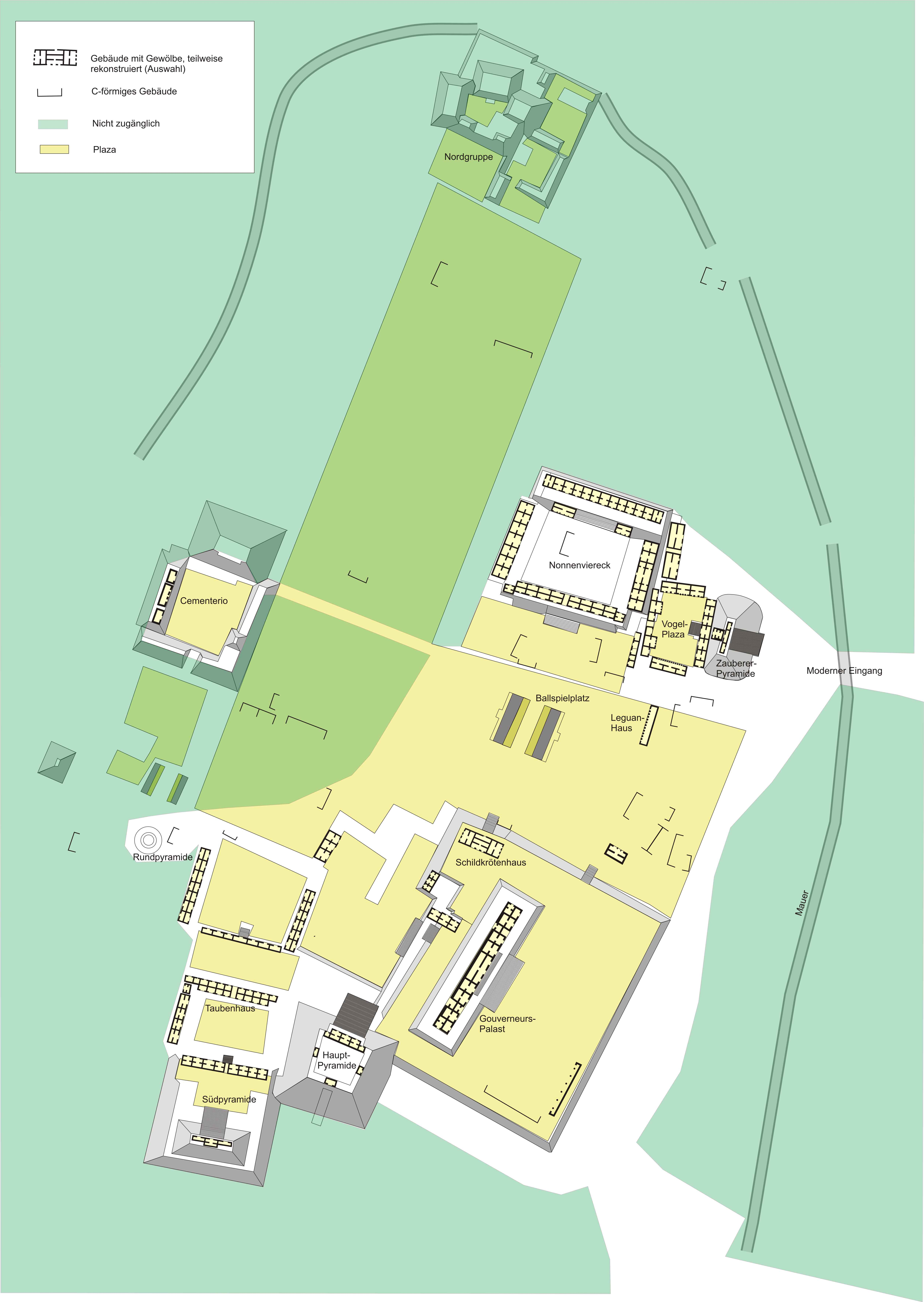
Mapa d'una part central d'Uxmal

## Descripció del lloc

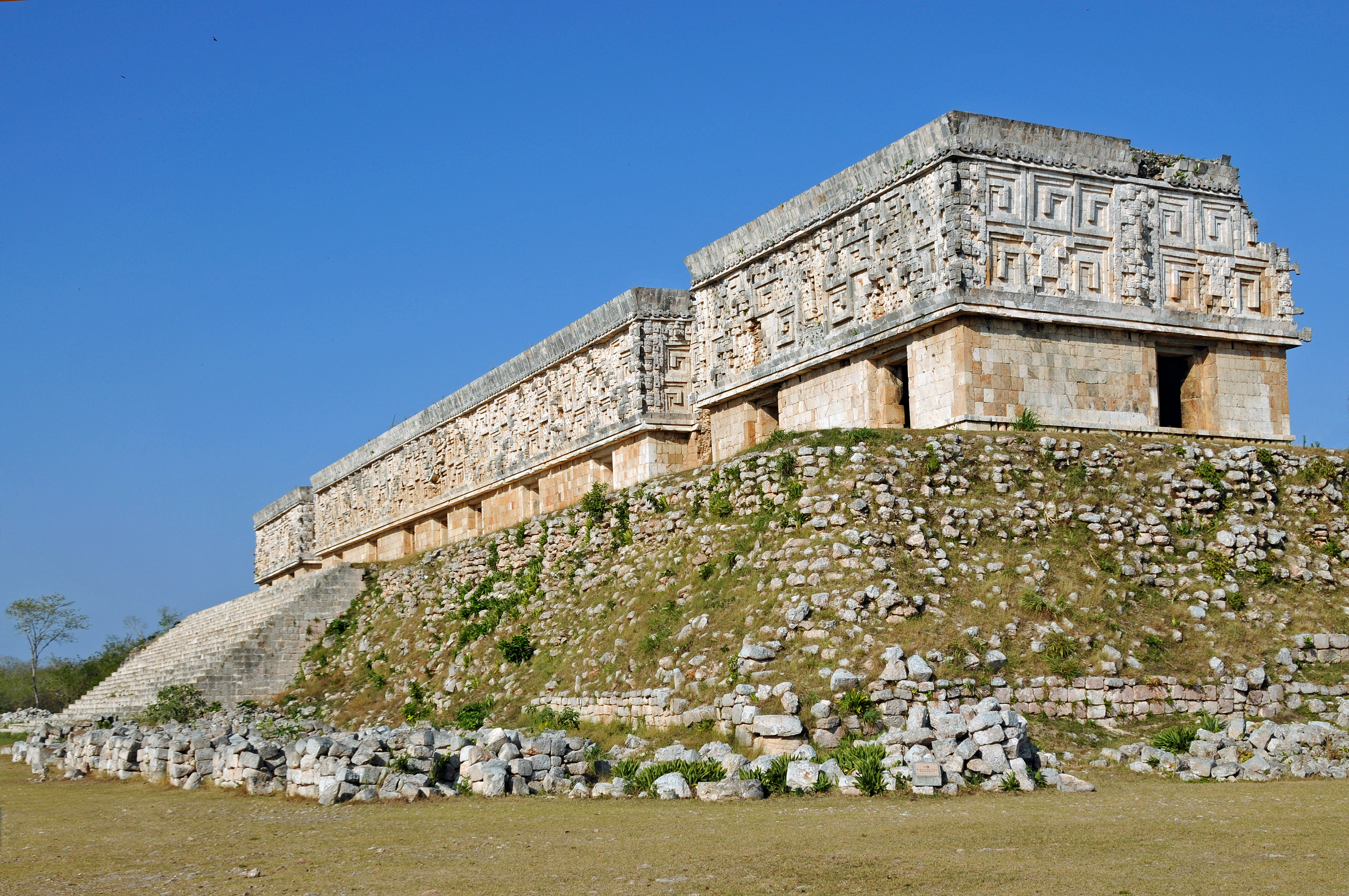
Palau del Governador

Alguns dels edificis més destacables són:

### El Palau del Governador
És un edifici llarg i baix sobre una enorme plataforma, amb les façanes més llargues de la Mesoamèrica precolombiana.
Amb un azimut aproximat de 118°, l'edifici està orientat a la piràmide principal de Cehtzuc, un petit jaciment situat a gairebé 5 km al sud-est. Observant des d'allà, Venus com a estel del vespre, en arribar als seus extrems màxims del nord, s'hauria pondre darrere de la vora nord del Palau del Governador. Com que aquests esdeveniments tenen lloc cada vuit anys, sempre a finals d'abril o principis de maig, anunciant l'inici de l'estació de pluges, és significatiu que la decoració de la façana de l'edifici contingui gairebé 400 glifs de Venus col·locats a les màscares del déu de la pluja Chac, i que hi hagi vuit serps bicèfales sobre l'entrada principal; a més, els números 8 en notació de barres i punts apareixen en dues màscares Chac a les cantonades nord del palau.
En la porta principal es combinen dibuixos geomètrics, màscares de Chac, i formes naturalistes. En les quatre cares de l'edifici, que fa 100 metres de llarg, es repeteix un esquema similar. Té onze portes i dalt de cada una, una gran màscara de Chac. El fris, de 3,5 metres, està fet amb petits mosaics, tallats amb molta precisió. És considerat l'exemplar més perfecte del que queda de l'arquitectura puuc. De les tres plataformes sobre les que s'assenta el palau sobreïx la més voluminosa pels seus 187 metres d'ample i 12 d'altura, amb un fris decorat amb escultures dels mandataris, tocats amb plomes i joies i falsos arcs triangulars.
L'estructura apareix en un dels contes més coneguts del folklore maia yucatec, "el nan d'Uxmal, que també és la base del nom comú de l'estructura. Es coneixen diverses versions d'aquesta història. Es va popularitzar després que John Lloyd Stephens en relatés un en el seu influent llibre de 1841, Incidents of Travel in Central America, Chiapas, and Yucatán. Segons la versió de Stephens, la piràmide va ser construïda màgicament durant la nit durant una sèrie de reptes llançats a un nan pel governador (governant o rei) d'Uxmal. La mare del nan (una bruixa) va organitzar la prova de força i màgia per competir contra el rei.

### Quadrangle del Convent
El Quadrangle del Convent va ser construït entre els anys 900 i 1000, i el nom relacionat amb les monges se li va assignar al segle xvi perquè s'assemblava a un convent. El quadrangle està format per quatre palaus situats en diferents nivells que envolten un pati. Dels diferents edificis que formen aquest complex palatí, s'han recuperat diverses voltes pintades que representen dates calendàriques parcials del 906 al 907 dC, cosa que és coherent amb el període de govern de Chan Chahk'ahk Nalajaw. L'entrada formal, la jerarquia de les estructures a través de les diferents façanes i l'absència d'elements domèstics suggereixen que aquest espai correspon a un palau reial amb funcions administratives i no residencials, on el grup governant devia reunir-se per recaptar el tribut, prendre decisions i dictar sentències, entre altres activitats. Aquest conjunt d'edificis són els més bells dels diversos quadrangles d'edificis llargs d'Uxmal. Té façanes elaboradament esculpides tant a l'interior com a l'exterior.

### Pista de beisbol
Una gran pista de beisbol per jugar al joc de beisbol mesoamericà. La seva inscripció diu que va ser dedicada l'any 901 pel governant Chan Chak K'ak'nal Ajaw, també conegut com a Lord Chac (abans del desxiframent dels glifs del seu nom corresponent). La pista de pilota està molt deteriorada i està formada per dues construccions de dimensions mitjanes que formen els laterals de la pista amb les anelles per on s'havia d'introduir la pilota. Els anells de pedra tallats originalment es van treure per protegir-los dels elements i es van substituir per reproduccions. Aquest joc sempre ha estat relacionat amb aspectes mítics i còsmics. La pilota simbolitzava els moviments de les estrelles al cel i els jugadors, en repetides ocasions, escenificaven simbòlicament la lluita del dia contra la nit o la lluita de les divinitats del món subterrani contra els déus del cel.

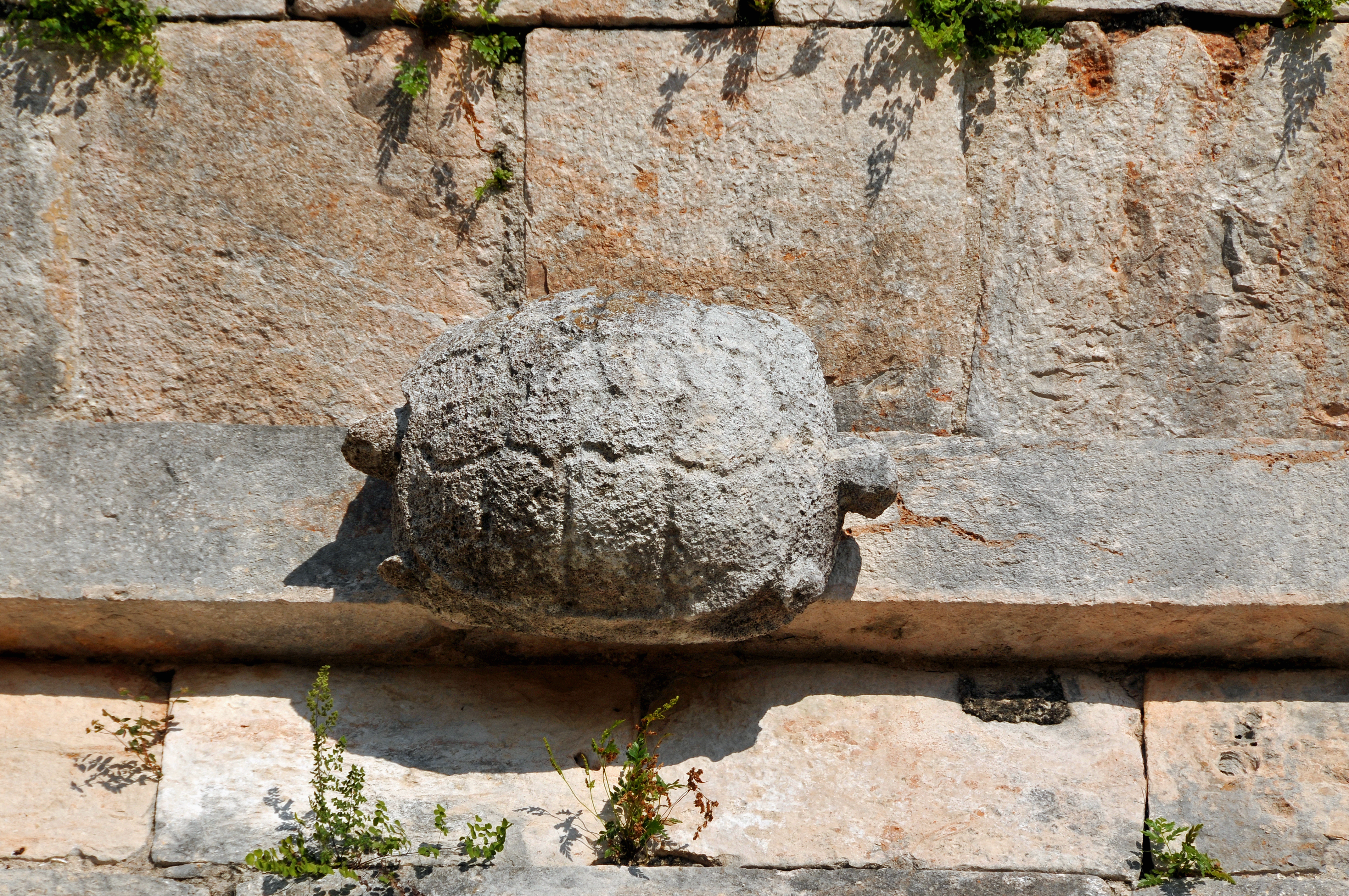
Detall de la "Casa de les Tortugues"

### Grup del cementeri
El motiu de la calavera i les tíbies creuades es repeteix en el grup funerari.

### Convent de les Monges
Les serps amb plomes que s'entrecreuen són part del motiu del fris occidental.

## Història moderna de les ruïnes

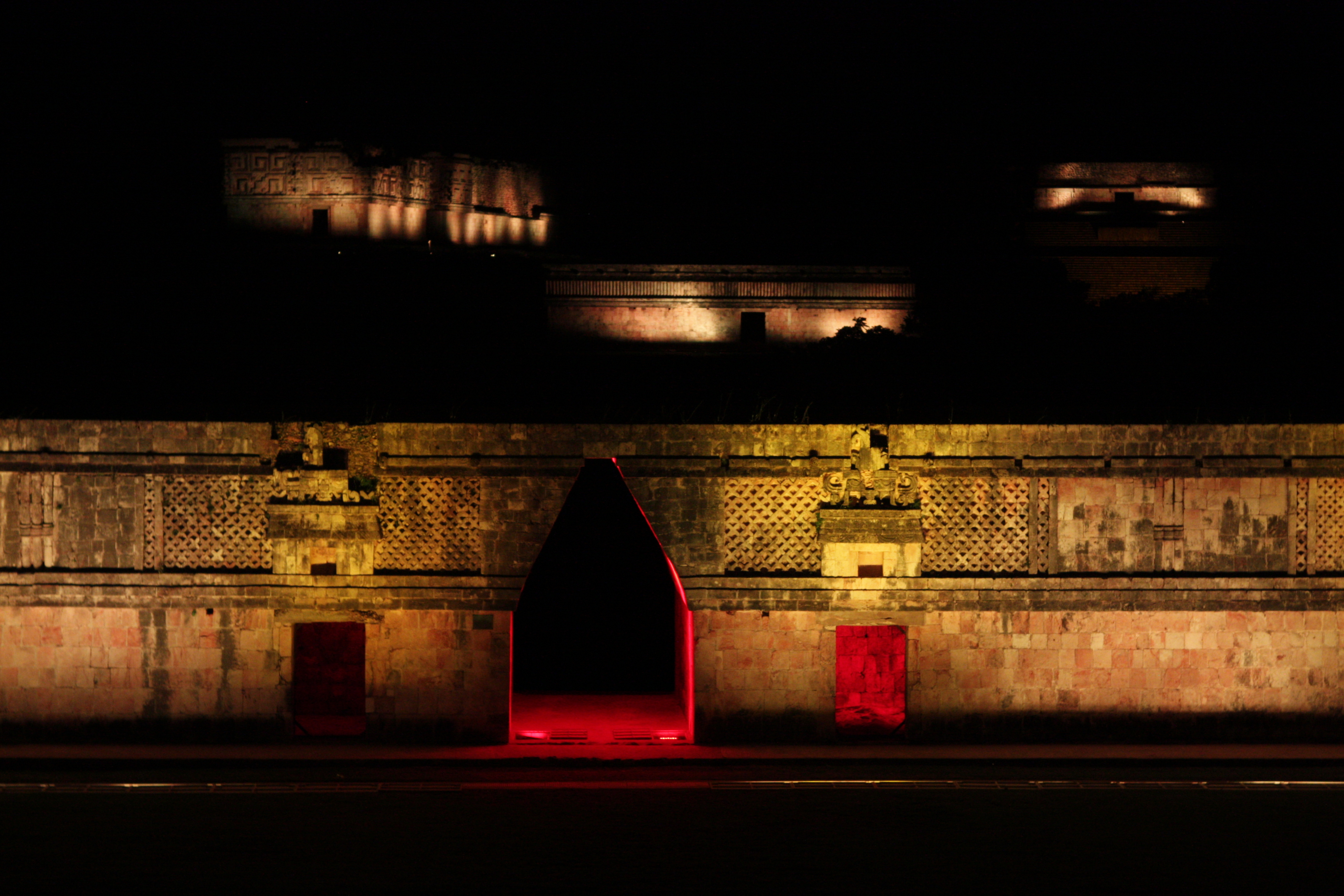
Espectacle nocturn de llums i so al Quadrangle del Convent.

Sylvanus G. Morley va fer un mapa del lloc el 1909 que incloïa alguns edificis anteriorment oblidats. El primer projecte del govern mexicà per protegir algunes de les estructures del risc de col·lapse o de major deteriorament va arribar el 1927. El 1930, Frans Blom va dirigir una expedició de la Universitat de Tulane al jaciment. Van fer motlles de guix de les façanes del "Quadrangle del Convent"; utilitzant aquests motlles, es va construir una rèplica del Quadrangle i es va exposar a l’Exposició Universal de 1933 a Chicago, Illinois. Les rèpliques de guix de l'arquitectura van ser destruïdes després de la fira, però alguns dels motlles de guix dels monuments d'Uxmal encara es conserven a l'Institut de Recerca Middle American de Tulane. El 1936 es va iniciar un programa de reparació i consolidació del govern mexicà sota el lideratge de José Erosa Peniche.
La reina Elisabet II del Regne Unit va visitar el lloc el 27 de febrer de 1975 per a la inauguració de l'espectacle de so i llum del recinte. Quan la presentació va arribar al punt on el sistema de so reproduïa l'oració maia a Chaac (la deïtat maia de la pluja), es va produir un xàfec torrencial sobtat.

## Degradació microbiana
S'han trobat biofilms microbians degradant edificis de pedra a Uxmal i Kabah. Els fotòtrofs com el Xenococcus es troben més sovint a les parets interiors. També hi havia presents en gran nombre Gloeocapsa i Synechocystis, que degradaven les pedres. Les espècies de fongs Aureobasidium i Fusarium són presents a Chichén Itzá i Uxmal. Els cianobacteris eren freqüents als interiors d'habitacions amb pocs nivells de llum.

## Galeria

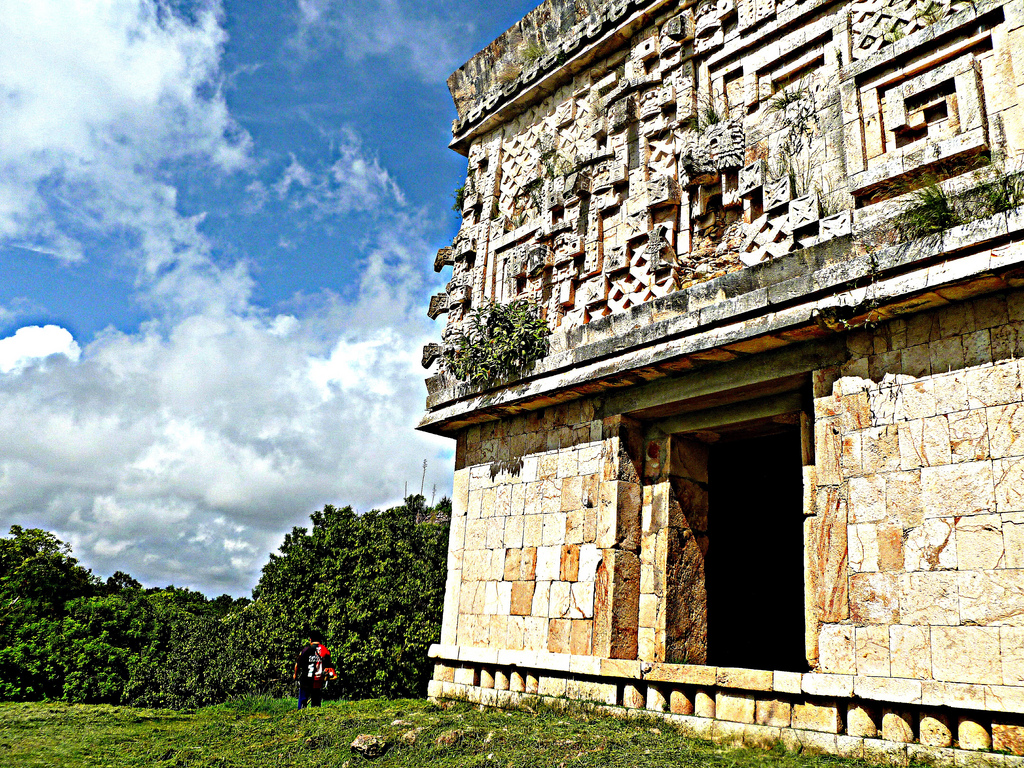
Detalls del Palau del Governador
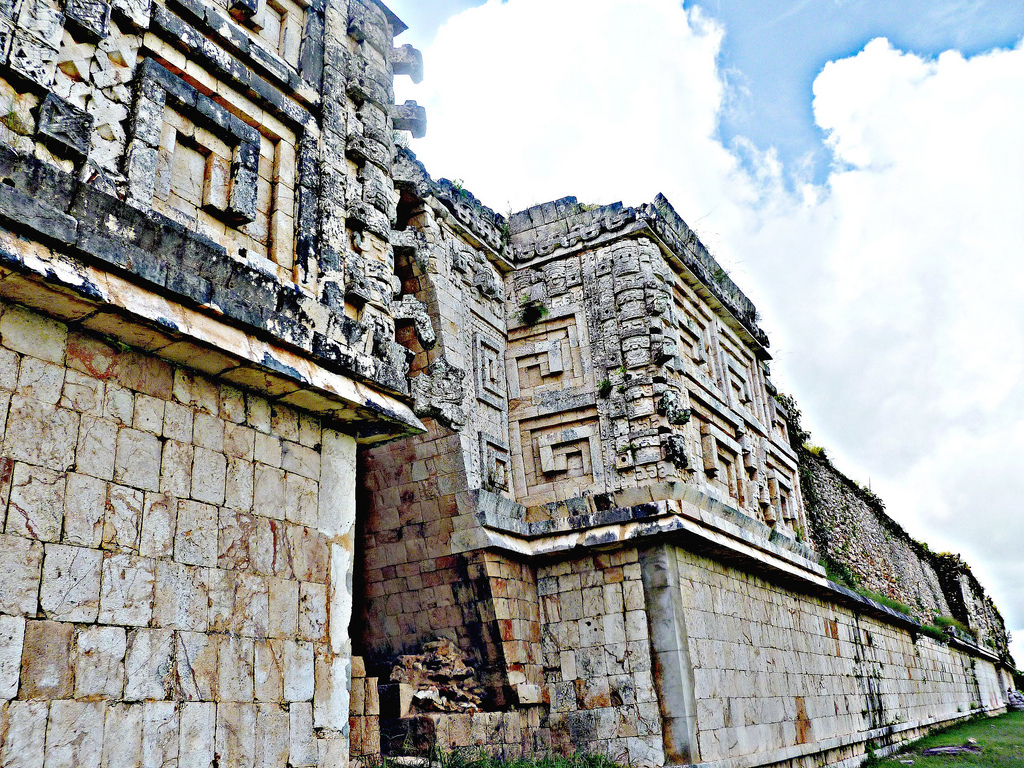
Vista posterior i detalls del Palau del Governador
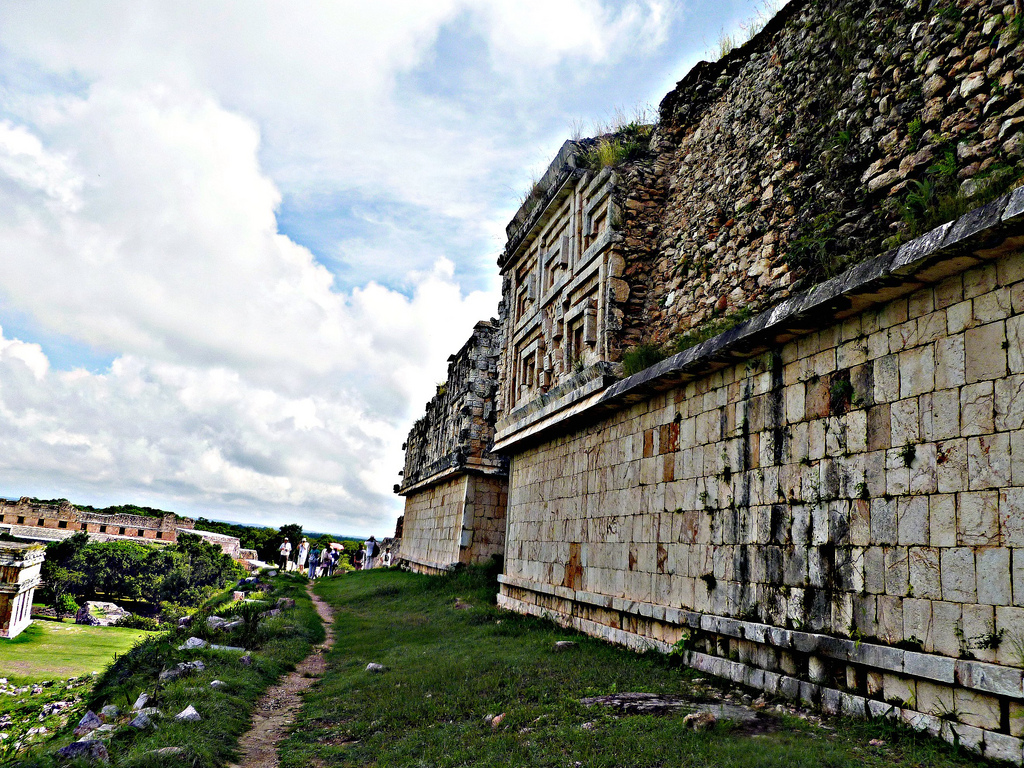
Vista posterior del Palau del Governador
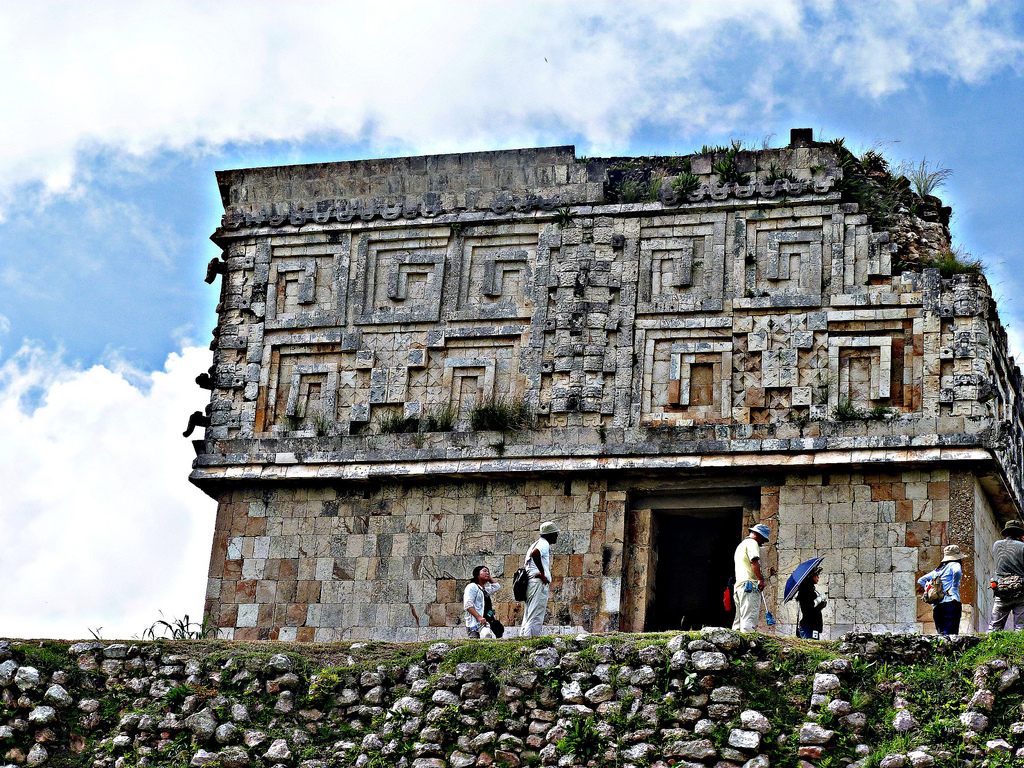
Vista lateral del Palau del Governador
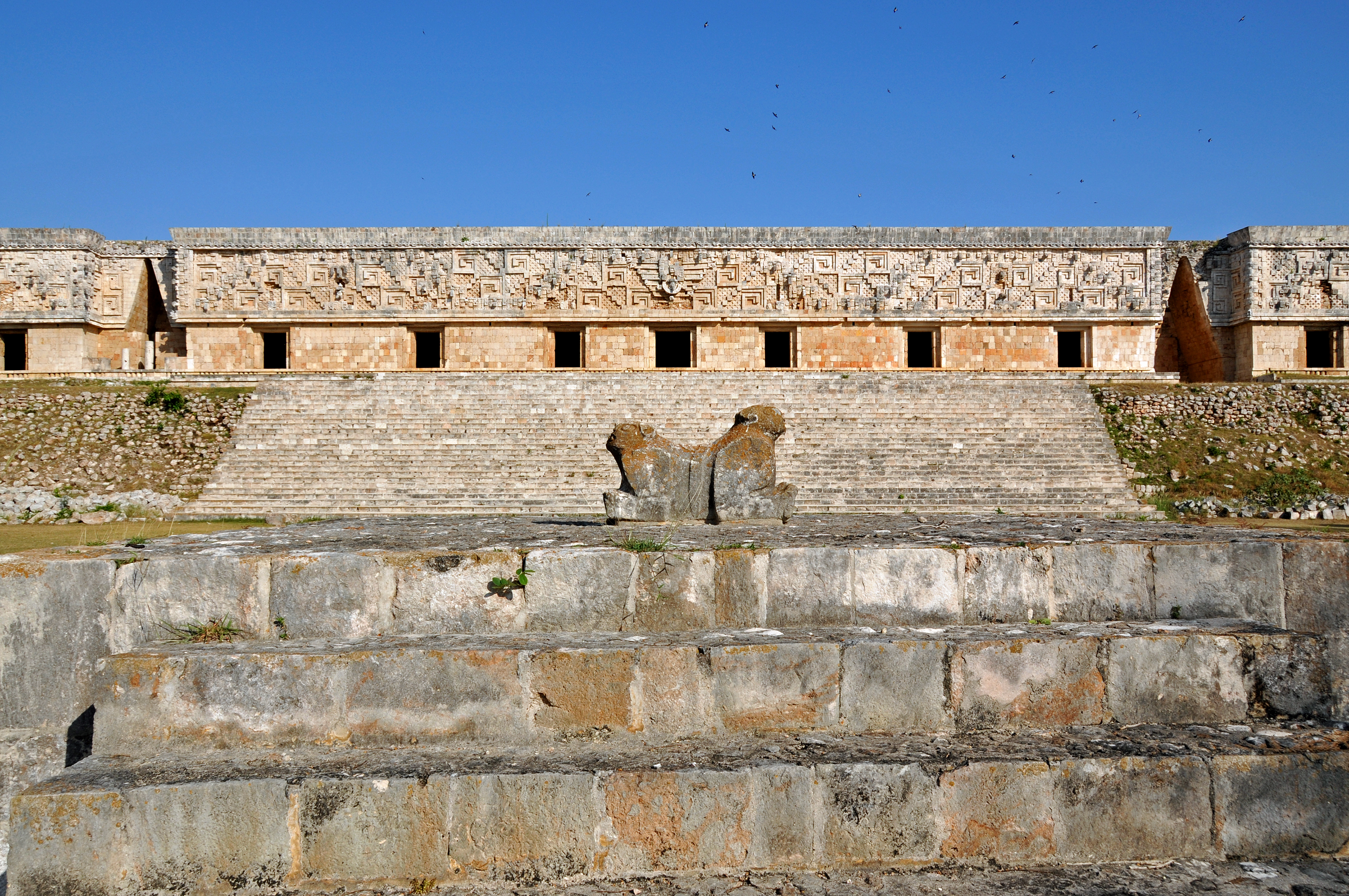
Tron del Jaguar
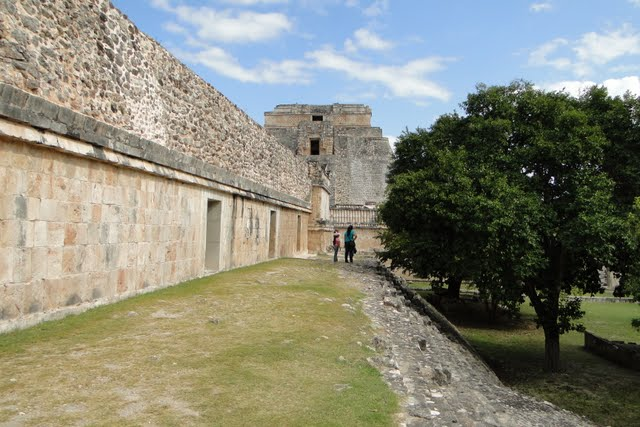
Quadràngul del convent i la Piràmide del Mag
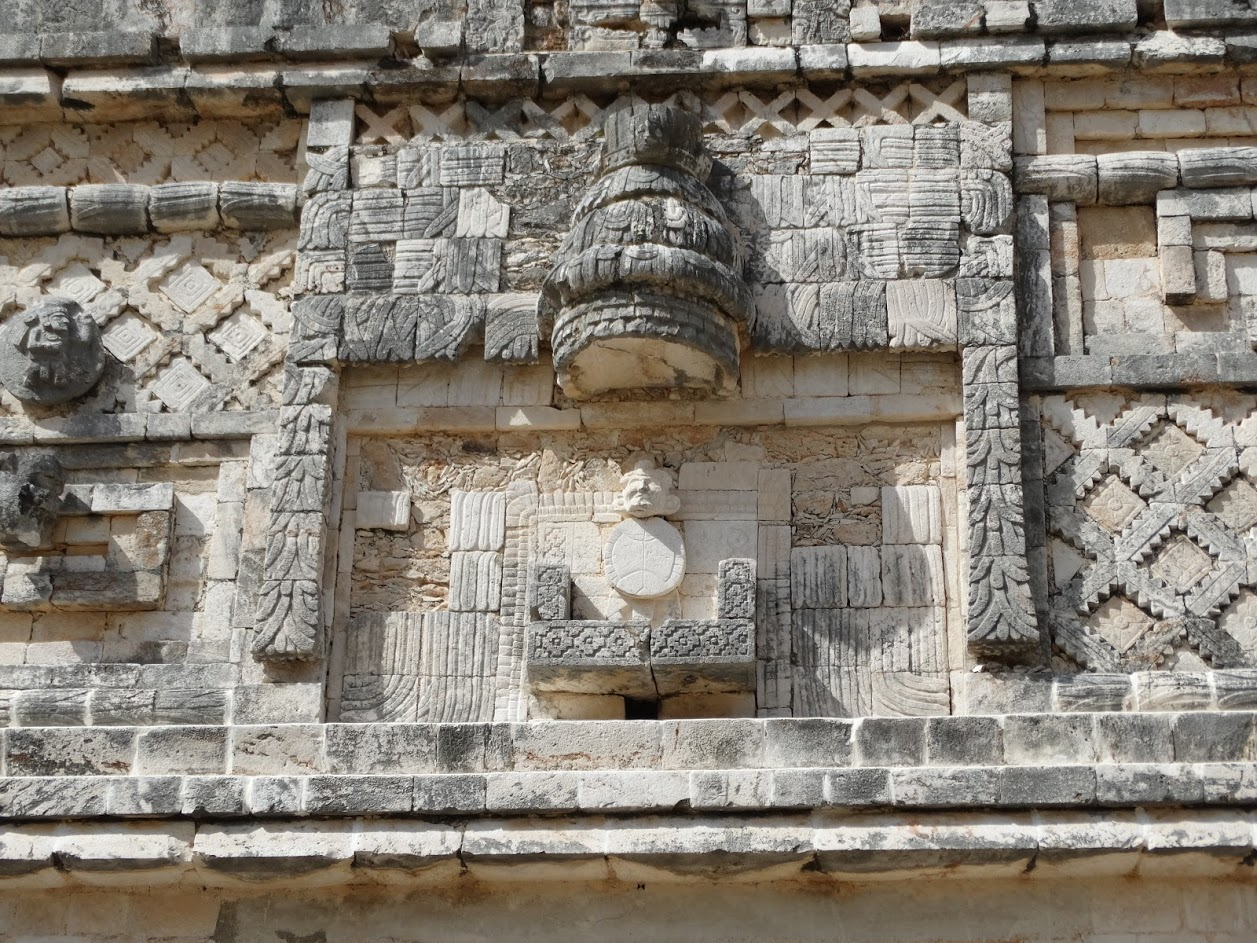
Símbols tradicionals maies
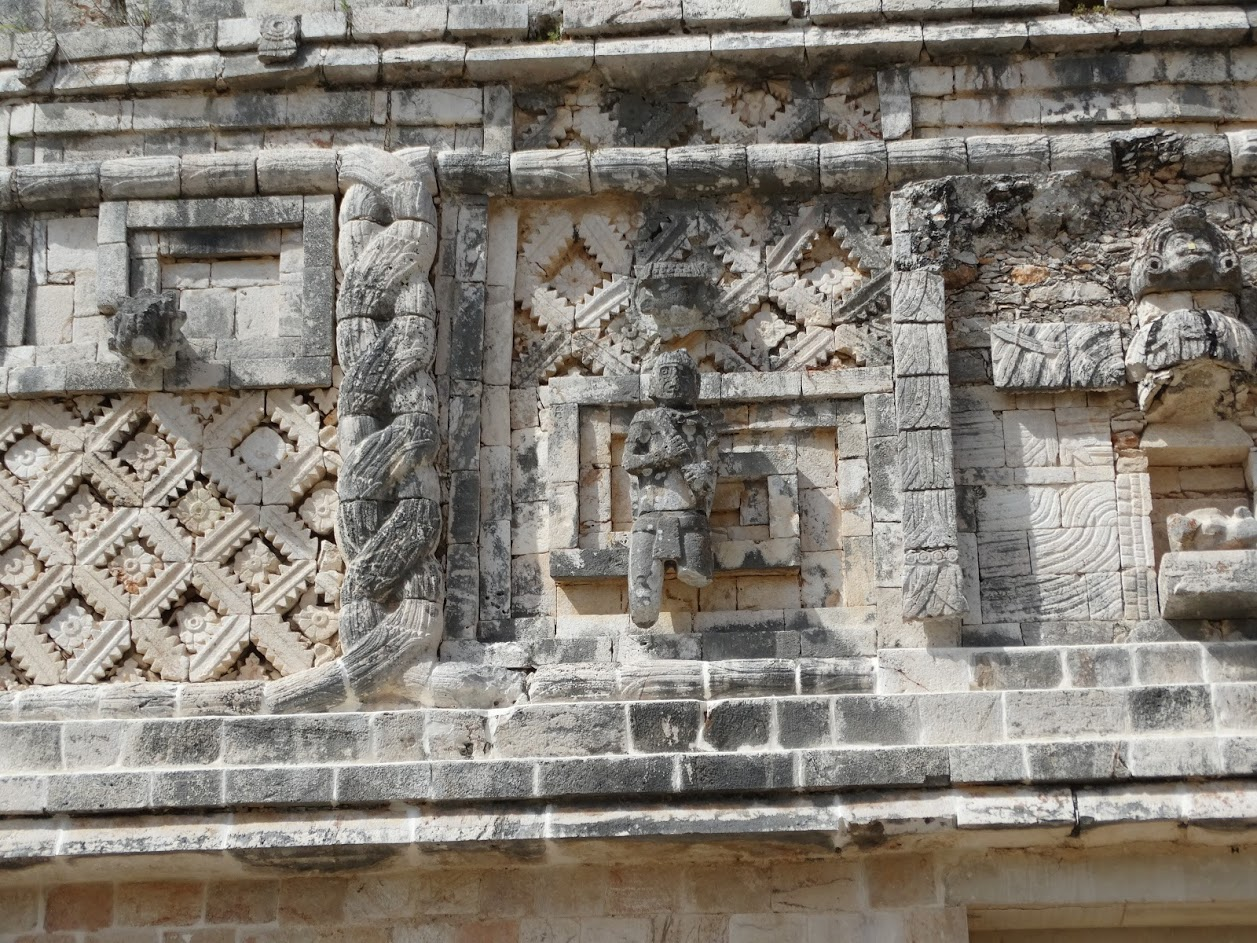
Imatges maies de persones i animals
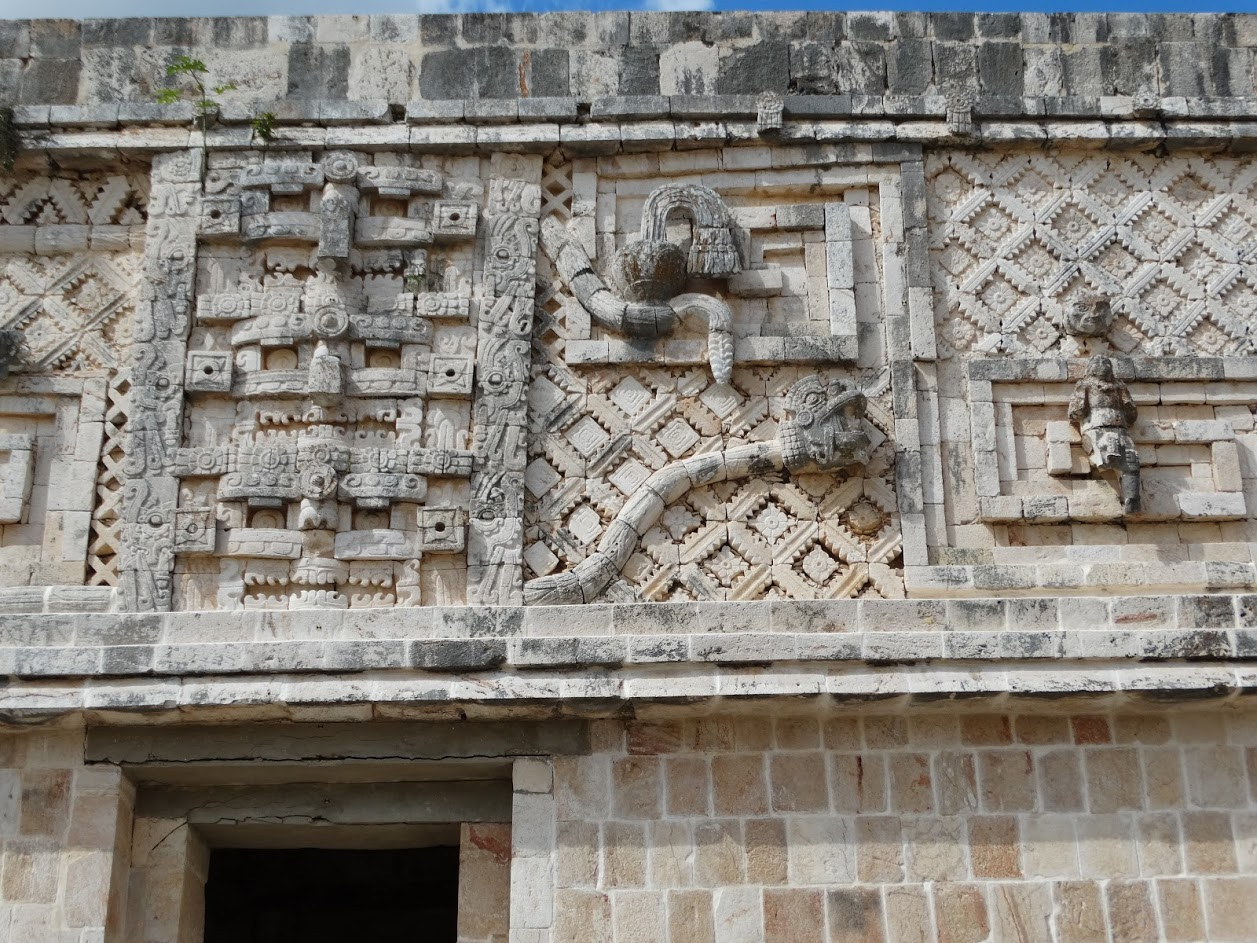
Serp i gelosia tradicional maia
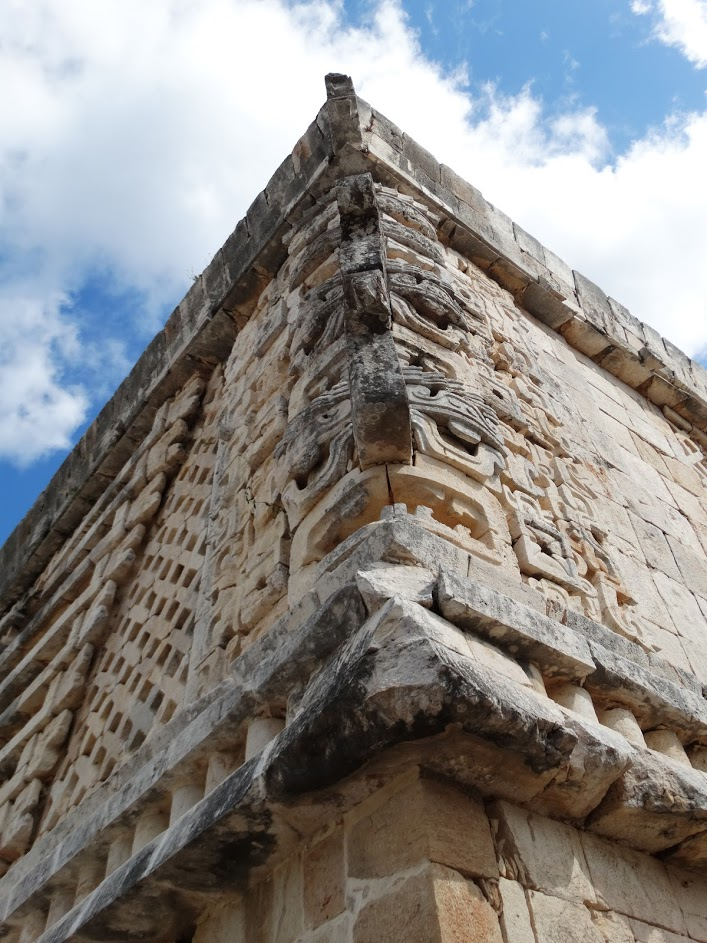
Imatge escultòrica a la cantonada de l'edifici
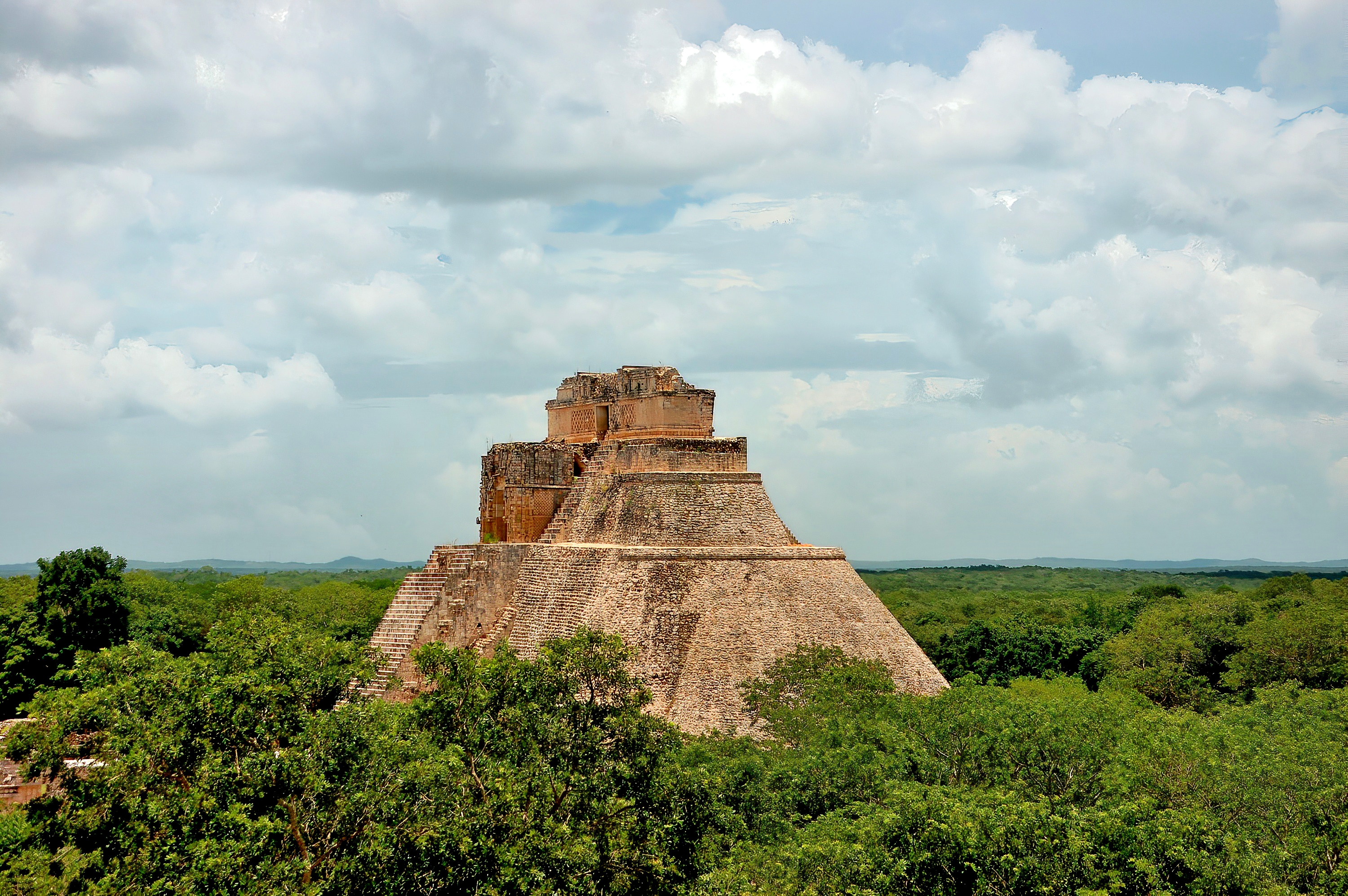
Vista de la piràmide i la selva que l'envolta